# Северное (Оренбургская область)
Северное — село, административный центр Северного района и Северного сельсовета Оренбургской области.
Население — 4222 человек (2021 г.).

## География
Расположено на реке Кармалка (приток Сока), в 50 км к северу от Бугуруслана, в 310 км к северо-западу от Оренбурга и в 52 км к югу от Бугульмы.
Через село проходит автодорога Бугульма — Бугуруслан — Бузулук, на севере вблизи села она пересекается с автодорогой М5 (Москва — Самара — Челябинск). От села на восток отходит местная автодорога в Русский Кандыз, Абдулино.
Ближайшая ж.-д. станция находится в 23 км к северу в посёлке Дымка (на линии Москва — Ульяновск — Уфа).

## Описание
Основано в 1740-х годах как мордовская деревня Сок-Кармала, со 2-й пол. XVIII в. село. Указом Президиума Верховного Совета РСФСР от 14 января 1957 года село Сок-Кармала переименовано в село Северное. Топоним Северное отражает тот факт, что село является центром самого северного района Оренбургской области.
Богатое месторождение (Кармальское) кирпичных глин расположено в 1 км южнее села. Глины пригодны с добавлением песка-отощителя для производства морозостойкого кирпича, строительной черепицы. Месторождения имеют перспективы значительного прироста запасов за счёт их исследования. В 3 км от месторождения глин находится месторождение песков-отощителей.

## Население
| 1959 | 1970  | 1979  | 1989  | 2002  | 2010  | 2021  |
| ---- | ----- | ----- | ----- | ----- | ----- | ----- |
| 1667 | ↗2223 | ↗2934 | ↗4078 | ↗4721 | ↘4424 | ↘4222 |

## Инфраструктура
В селе расположены лесхоз, маслодельный завод, хлебозавод, молокозавод, церковь, мечеть, больница, школы, автостанция, такси, пожарная часть, энергоподстанция, автозаправочная станция, магазины, банкоматы.